# Alexis Mac Allister
Alexis Mac Allister (* 24. Dezember 1998 in Santa Rosa, Provinz La Pampa) ist ein argentinischer Fußballspieler, der seit Juni 2023 beim englischen Erstligisten FC Liverpool unter Vertrag steht. Der Mittelfeldspieler ist seit 2019 für die argentinische Nationalmannschaft aktiv. Mit ihr wurde er 2022 Weltmeister.

## Karriere

### Verein
Bevor er in der Jugend der Argentinos Juniors unterkam, spielte Mac Allister beim Amateurverein Club Social y Deportivo Parque. Sein Debüt in der ersten Mannschaft der Juniors gab er am 30. Oktober 2016, als er im Zweitligaspiel gegen Central Córdoba in der zweiten Spielhälfte eingewechselt wurde. Sein erstes Pflichtspieltor gelang ihm am 10. März 2017, als er bei der 1:2-Auswärtspleite gegen Instituto Atlético Central Córdoba das einzige Tor seines Teams erzielte. Mit drei Toren in 23 Einsätzen trug er seinen Teil zum Meistertitel und daraus resultierenden Aufstieg der Juniors in die erste argentinische Spielklasse bei. Sein Debüt in der Primera División bestritt er am 9. September bei der 1:2-Niederlage gegen CA Patronato. Sein erstes Tor in der Liga erzielte er am 5. März beim 2:0-Heimsieg gegen die Boca Juniors.
Ende Januar 2019 wurde der Wechsel Mac Allisters zum englischen Erstligisten Brighton & Hove Albion bekanntgegeben, wo er einen 5½-Jahresvertrag unterzeichnete. Er schloss sich jedoch erst zur kommenden Saison 2019/20 den Seagulls an, da diese ihn bis Saisonende 2018/19 an die Juniors zurück ausliehen. In der Saison 2018/19 traf er in 19 Ligaspielen fünfmal.
Für die gesamte Saison 2019/20 wurde Alexis Mac Allister an den argentinischen Spitzenverein Boca Juniors ausgeliehen, wo er auf seinen Bruder Kevin traf, der im Januar 2019 zu den Xeneizes gestoßen war. Bereits in seinem Debütspiel gegen Athletico Paranaense in der Copa Libertadores sorgte er für den 1:0-Siegtreffer. Sein erstes Ligator erzielte er am 24. November (14. Spieltag) beim 2:0 gegen Unión de Santa Fe. Nach 12 Ligaspielen, in denen er ein Tor erzielen konnte, kehrte er im Januar 2020 zu Brighton zurück.
In Brighton debütierte er am 7. März 2020 (29. Spieltag) beim 0:0-Unentschieden gegen die Wolverhampton Wanderers, als er in der 80. Spielminute für Solly March eingewechselt wurde.
Am 6. Juni 2023 wurde bekannt, dass Mac Allister zum FC Liverpool wechselt.

### Nationalmannschaft
Am 5. September 2019 debütierte Mac Allister für die argentinische Nationalmannschaft beim 0:0 gegen Chile in einem Freundschaftsspiel. Bei der Fußball-Weltmeisterschaft 2022 wurde er Weltmeister. Dabei erzielte er beim 2:0 im Gruppenspiel gegen Polen sein erstes Tor für die A-Nationalmannschaft.

## Privates
Alexis Mac Allister stammt aus einer Familie, die eng mit den Argentinos Juniors verbunden ist. Bereits sein Vater Carlos bestritt über hundert Einsätze für den Hauptstadtverein als Profifußballer und absolvierte außerdem drei Einsätze in der argentinischen Nationalmannschaft. Auch sein Onkel Patricio war als Fußballer bei den Juniors tätig, ebenso wie seine zwei älteren Brüder Francis und Kevin.
Mac Allister ist ein Familienname, der seinen Ursprung in Schottland hat, auch wenn die jüngeren Vorfahren von Mac Allister irischer Abstammung sind.

## Titel

### Nationalmannschaft
- Weltmeister: 2022
- Copa-América-Sieger: 2024
- Finalissima-Sieger: 2022 (ohne Einsatz)

### Verein
Argentinien
- Meister der Primera B Nacional und Aufstieg in die Primera División: 2017

England
- Meister: 2025
- Ligapokalsieger: 2024